# Тритони
Тритоните (Triturus) са род дребни, обикновено ярко оцветени саламандри, които се срещат в Северна Америка, Европа и Северна Азия. На дължина достигат до 17 cm (северен гребенест тритон).

## Видове
- T. alpestris – Алпийски тритон
- T. boscai
- T. carnifex
- T. cristatus – Северен гребенест тритон
- T. dobrogicus – Дунавски гребенест тритон
- T. karelinii – Южен гребенест тритон
- T. marmoratus
- T. pygmaeus
- T. vittatus – Малък гребенест тритон
- T. vulgaris – Малък гребенест тритон